# Trịnh Xuân Thanh
Trịnh Xuân Thanh (* 13. Februar 1966 in Đông Anh, Hanoi, Vietnam) ist ein vietnamesischer Manager und Politiker (KPV). Im Jahr 2016 floh er nach Deutschland und beantragte in Berlin politisches Asyl, da ihm in seiner Heimat die Todesstrafe droht. Am 23. Juli 2017 wurde er im Berliner Tiergarten mutmaßlich vom vietnamesischen Geheimdienst Tổng cục 2 (TC2) gewaltsam entführt und nach Vietnam verschleppt. Der Prozess gegen ihn in Hanoi wurde am 8. Januar 2018 eröffnet.

## Leben
Trịnh Xuân Thanh war Mitglied der Kommunistischen Partei Vietnams. Er studierte an der Architektur-Universität von Hanoi und machte dort 1990 seinen Abschluss. Trinh leitete von 2011 bis 2013 das Staatsunternehmen PetroVietnam Construction (PVC), eine Tochterfirma des staatlichen Öl- und Gaskonzerns PetroVietnam. PVC projektiert große Bauprojekte. Danach war er für eine Reihe von Führungspositionen in der Regierung vorgesehen, darunter für die Führung der Provinz Hau Giang im südlichen Mekong-Delta. Er wurde im Mai 2016 in die Nationalversammlung gewählt. Trinh gehörte nach Angaben seiner deutschen Anwältin Petra Schlagenhauf zu den Reformern innerhalb der Kommunistischen Partei Vietnams und damit zu der zu diesem Zeitpunkt entmachteten Fraktion innerhalb der Staatspartei. Es wurden Ermittlungen wegen Wirtschaftsdelikten gegen ihn eingeleitet; unter anderem wird ihm Missmanagement vorgeworfen. Am 8. September 2016, noch vor seiner ersten Sitzung als Abgeordneter, wurde Trinh sein Mandat aberkannt. Wenig später wurde er angeblich wegen seiner Verfehlungen aus der Kommunistischen Partei ausgeschlossen, berichtete die Voice of Vietnam. Vor allem seine Unaufrichtigkeit bei der Aufarbeitung seines Falls habe ihn disqualifiziert, gibt der Staatssender an.
Er floh nach Deutschland und beantragte politisches Asyl. Am 6. September 2016 stellten die vietnamesischen Behörden einen internationalen Haftbefehl gegen Trinh aus. Vier weitere ehemalige Top-Manager der PetroVietnam-Tochtergesellschaft PVC waren zu diesem Zeitpunkt bereits von der Polizei festgenommen worden. Die vietnamesische Regierung wirft ihm vor, in seiner Funktion als Geschäftsführer 142 Millionen US-Dollar unterschlagen zu haben. In Vietnam droht ihm dafür die Todesstrafe mittels Giftspritze. Deutschland schiebt in der Regel keine Menschen ab, wenn ihnen in ihrem Heimatland die Todesstrafe droht.
Beim G20-Gipfel in Hamburg 2017 hatte der vietnamesische Ministerpräsident Nguyễn Xuân Phúc Angela Merkel noch wegen einer Auslieferung Thanhs angesprochen. Diese hatte auf das normale Asylverfahren verwiesen und abgelehnt sich einzumischen.

## Entführung in Deutschland
Am 23. Juli 2017 entführte mutmaßlich der TC2 Trịnh Xuân Thanh in Berlin. Er und seine 26-jährige Begleiterin – vermeintlich seine Geliebte – wurden am Tiergarten gekidnappt und in einen VW Minivan T5 gezogen. Das Auto war ein Leihauto aus Prag und daneben wurde ein BMW X5 vermutlich zur Beschattung genutzt. Zeugen berichteten, erst durch das Schreien seiner Begleiterin gemerkt zu haben, dass es sich um eine Entführung handelte. Nach einem kurzen Stopp in der Vietnamesischen Botschaft in der Elsenstraße wurden der Entführte direkt nach Tschechien zurückgefahren. Seine Begleiterin wurde, begleitet durch zwei Botschaftsmitarbeiter, mit einem durch die Botschaft gebuchten Zivilflug nach Vietnam geflogen. Erst drei Tage danach tauchten sie im Hotel Borik in Bratislava auf, indem sich auch der vietnamesische Minister für Öffentliche Sicherheit To Lam und Lieutenant-General Hung vom Geheimdienst aufenthielten. Die Fahrt konnte später anhand des GPS-Trackers des Mietwagens nachvollzogen werden. Diese waren für einen Besuch in der Stadt, um den slowakischen Innenminister zu treffen, der nur einen Tag vorher angekündigt wurde. Anschließend fuhren alle zusammen zum Flughafen. Die vietnamesische Delegation hatte vorher explizit darum gebeten den gemieteten VW Minivan in den Konvoi mit aufzunehmen. Das wurde ihnen verwehrt, aber stattdessen erlaubt Thanh in ein slowakisches Polizeiauto zu verfrachten. Ein slowakischer Beamter berichtete später, dass Thanh „geschlagen und betrunken“ gewirkt habe. Schließlich stellte die slowakische Regierung ein Regierungsflugzeug für den Transport nach Moskau – den nächsten Stop der Delegation zur Verfügung. Von Moskau wurde weiter nach Hanoi geflogen, wo am 31. Juli 2017 die vietnamesische Regierung verkündete, dass Thanh „freiwillig“ nach Vietnam zurückgekehrt sei. Tanhs Begleiterin wurde in Hanoi wegen eines gebrochenen Armes im Krankenhaus behandelt; wo sie sich seitdem aufhält, ist unbekannt.
In der Slowakei fand 2019 der Polizeikritiker Ivan Matušík eine Rechnung über 17.000 Euro des slowakischen Innenministeriums an das Innenministerium in Vietnam über Flugkosten nach Moskau für den 26. Juli 2017. Das slowakische Innenministerium wies auf den Bericht der FAZ den Vorwurf zurück, an der Entführung beteiligt gewesen zu sein.
Am 10. August 2017 hat der Generalbundesanwalt beim Bundesgerichtshof das Ermittlungsverfahren von der Staatsanwaltschaft Berlin übernommen. Im Juli 2018 wurde durch das Kammergericht Berlin einer der Helfer, wegen geheimdienstlicher Agententätigkeit in Tateinheit mit Beihilfe zur Freiheitsberaubung, zu einer Freiheitsstrafe von drei Jahren und zehn Monaten verurteilt. Der Bundesgerichtshof hat dieses Urteil im August 2019 bestätigt. Zudem stellte sich heraus, dass einer der beiden Entführer vor der Tat noch an einem Training mit dem BKA teilgenommen hatte.

## Schicksal in Vietnam
Nach vietnamesischer Version hatte sich Thanh an dem Entführungstag selbst der vietnamesischen Polizei gestellt. Das vietnamesische Staatsfernsehen strahlte Anfang August einen 1:16 Minuten langen Film aus, in dem Thanh zu sehen ist, wie er eine Erklärung verliest. „Ich bin nach Deutschland gegangen, weil ich Angst hatte und nicht gut nachgedacht habe. Auf Rat meiner Familie und Freunde bin ich nach Vietnam zurückgekehrt und habe mich meinen Vernehmern gestellt“, erklärte der sichtlich übermüdete Thanh darin an einem unbekannten Ort. Er hoffe auf die „Gnade der Behörden“.
Trịnh Xuân Thanhs deutsche Anwältin Petra Schlagenhauf sagte: „Mein Mandant hätte sich unter keinen Umständen freiwillig in die Hände vietnamesischer Behörden begeben.“ Trinh sei bewusst gewesen, dass ihn in Vietnam kein rechtsstaatliches Verfahren erwarten würde, denn einflussreiche Parteifunktionäre hätten ihn politisch kaltstellen wollen. Der Anwältin zufolge sind die nach seiner Wiederankunft in Vietnam neu erhobenen Vorwürfe gegen ihren Mandanten bereits 2015 zurückgewiesen worden.

## Reaktionen
„Ein derartiger Vorgang hat das Potenzial, die Beziehungen zwischen Deutschland und der Volksrepublik Vietnam massiv negativ zu beeinflussen“, sagte der damalige Sprecher des Auswärtigen Amtes Martin Schäfer nach der bekanntgewordenen Entführung. Das Auswärtige Amt bestellte als Reaktion den vietnamesischen Botschafter zu einem Krisengespräch ein und erklärte den Vertreter des TC2 an der Botschaft in Berlin zu einer Persona non grata. Er musste Deutschland demzufolge innerhalb von 48 Stunden verlassen. Die Bundesregierung verlangt, dass der Entführte „unverzüglich“ nach Deutschland zurückreisen kann.
Man berate über weitere Maßnahmen, nicht nur über die Ausweisung von Verantwortlichen, sagte Außenminister Gabriel. Es spreche alles für die Annahme, dass eine Person mithilfe des vietnamesischen Geheimdienstes nach Vietnam entführt worden sei, die in Deutschland Asyl beantragt habe. Dies könne man nicht dulden. Am 21. September 2017 wurde der vietnamesische Botschafter in Berlin darüber informiert, dass Deutschland die strategische partnerschaft temporär aufhebt, die 2011 unterschrieben wurde.
Anfang Januar 2018 bat das Auswärtige Amt in Berlin den vietnamesischen Botschafter zum Gespräch, nachdem die Einreise der Anwältin Schlagenhauf nach Vietnam verweigert worden war.
Ein in Singapur unter dem Vorwurf des Geheimnisverrats verhafteter Offizier des vietnamesischen Geheimdienstes gibt an, für die Entführung verantwortlich gewesen zu sein und stellte einen Antrag auf Ausreise und politisches Asyl in Deutschland.

## Prozess
Der Prozess gegen Trịnh Xuân Thanh begann am 8. Januar 2018 in Hanoi. Neben ihm wurden noch 21 weitere Personen, darunter sieben frühere Manager und ein ehemals hochrangiges Mitglied des Politbüros, angeklagt.
Betreffend Trịnh Xuân Thanh verhängte das Gericht wegen Misswirtschaft und Unterschlagung lebenslängliche Haft. Auf die Forderung der Todesstrafe hatte die Staatsanwaltschaft verzichtet. In einem weiteren Prozess, der am 24. Januar 2018 begann, wurde er ein weiteres Mal wegen vermeintlicher Korruption zu lebenslanger Haft verurteilt. Er solle bei einem Bauprojekt Anteile unter Wert verkauft und dafür eine halbe Million Euro Schmiergeld erhalten haben.

## Ehrung der Entführer
Im Sommer 2020 wurden zwölf an der Entführung Beteiligte mit der vietnamesischen Siegesmedaille erster, zweiter bzw. dritter Klasse ausgezeichnet.